# (74108) 1998 QP37
(74108) 1998 QP37 – planetoida z pasa głównego asteroid okrążająca Słońce w ciągu 3,46 lat w średniej odległości 2,29 j.a. Odkryta 17 sierpnia 1998 roku.